# Sergei Nikolajewitsch Litwinow
Sergei Nikolajewitsch Litwinow (russisch Сергей Николаевич Литвинов, englisch Sergey Litvinov; * 23. Januar 1958 in Zukerowa Balka, Krai Krasnodar, Russische SFSR, Sowjetunion; † 19. Februar 2018 in Sotschi, Russland) war ein Hammerwerfer, der für die Sowjetunion und dann für Russland startete.

## Leben und Karriere
Kurz nach seiner Geburt zog Litwinows Familie nach Rostow am Don. Seit der Kindheit betrieb er Ringen und Fußball, bevor ihn der Trainer Igor Timaschkow, später Verdienter Trainer der UdSSR, dauerhaft zum Hammerwurf holte.
Litwinow gewann bei den Olympischen Spielen 1988 in Seoul die Goldmedaille in seiner Disziplin mit dem heute (2024) noch gültigen Olympiarekord von 84,80 m, nachdem er bereits 1980 Olympiazweiter geworden war. Sein Start bei den Olympischen Spielen 1984 in Los Angeles fiel dem Olympiaboykott zum Opfer.
In den Jahren 1983 und 1987 konnte er sich den Hammerwurf-Weltmeistertitel sichern. Hinzu kommen eine Silber- und eine Bronzemedaille bei Europameisterschaften. Litwinow stellte im Laufe seiner Karriere drei Weltrekorde auf, die sein ständiger Konkurrent Jurij Sedych jeweils übertraf. Die persönliche Bestleistung betrug 86,04 m, aufgestellt 1986 in Dresden, sein Wettkampfgewicht war 108 kg bei einer Körpergröße von 1,80 m.
Nach seiner aktiven Karriere war er in Russland und Deutschland als Trainer tätig. Von seinen 6 Kindern (4 Töchter, 2 Söhne) wurde sein Sohn Sergei Sergejewitsch Litwinow ebenfalls als Hammerwerfer für Belarus, Deutschland und Russland bekannt, wobei er von seinem Vater trainiert wurde.
Litwinow befand sich im Februar 2018 in einer Trainingsbasis der russischen Nationalmannschaft zur Saisonvorbereitung in Sotschi-Adler. Nach dem Training fuhr er mit dem Fahrrad, als er plötzlich vom Rad fiel und trotz Nothilfe verstarb; als Todesursache wird Herzversagen vermutet.

## Erfolge
- 1980, Olympische Spiele Moskau: Platz 2 (80,64 m)
- 1982, Europameisterschaften Athen: Platz 3 (77,02 m)
- 1983, Weltmeisterschaften Helsinki: Platz 1 (82,68 m)
- 1986, Europameisterschaften Stuttgart: Platz 2 (85,74 m)
- 1987, Weltmeisterschaften Rom: Platz 1 (83,06 m)
- 1988, Olympische Spiele Seoul: Platz 1 (84,80 m)